# Наклонная орбита
Наклонная орбита —  тип орбиты, имеющей ненулевой угол наклона относительно некоторой выделенной плоскости. Если рассматривается орбита спутника Земли, то наклонной орбитой будет называться орбита с ненулевым углом наклона относительно экватора. Угол называют наклонением орбиты. Планета имеет наклонную орбиту вокруг Солнца, если угол наклона плоскости её орбиты относительно эклиптики ненулевой.

## Наклонная геосинхронная орбита
Геостационарная орбита такова, что спутник располагается на расстоянии около 37 тыс. км над экватором Земли, и при наблюдении из любой точки над поверхностью Земли спутник будет выглядеть неподвижным. Спутник находится на наклонной орбите, если плоскость его орбиты наклонена относительно плоскости экватора. В случае наклонной геосинхронной орбиты, несмотря на то, что спутник обращается вокруг Земли за 24 часа, спутник перестаёт быть геостационарным. С фиксированной точки на поверхности Земли будет казаться, что спутник описывает небольшой эллипс, вследствие гравитационного влияния других небесных тел, по мере накопления возмущений траектория будет похожа на аналемму, петли которой ориентированы в направлении север — юг. Спутник прочерчивает одну и ту же аналемму  каждые звёздные сутки.
Геостационарные орбиты считаются неустойчивыми. Для сохранения такой орбиты необходимо проводить регулярные манёвры. Большая часть топлива спутника, обычно гидразин, используется для этой цели. В ином случае наклон орбиты спутника постепенно изменяется. К моменту окончания времени жизни спутника, когда топливо практически кончается, центр управления спутником может принять решение перестать корректировать наклон орбиты спутника и контролировать только эксцентриситет. Такие коррекции продлевают время жизни спутника, сохраняя топливо. Спутник может быть переведён на орбиту захоронения для освобождения области геостационарных орбит для последующих спутников.